# La Vie secrète de Ian Fleming
Pour plus de détails, voir Fiche technique et Distribution.
La Vie secrète de Ian Fleming (Spymaker: The Secret Life of Ian Fleming) est un téléfilm américain réalisé par Ferdinand Fairfax, sorti en 1990.

## Synopsis
La vie de Ian Fleming, écrivain britannique créateur de James Bond et agent secret pendant la Seconde Guerre mondiale.

## Fiche technique
- Titre : La Vie secrète de Ian Fleming
- Titre original : Spymaker: The Secret Life of Ian Fleming
- Réalisation : Ferdinand Fairfax
- Scénario : Robert J. Avrech
- Musique : Carl Davis
- Photographie : Mike Southon
- Montage : Lesley Walker
- Production : Aida Young
- Société de production : Saban/Scherick Productions et Turner Pictures
- Pays :  États-Unis
- Genre : Espionnage et biopic
- Durée : 100 minutes
- Première diffusion : 
  -  États-Unis : 5 mars 1990

## Distribution
- Jason Connery : Ian Fleming
- Kristin Scott Thomas : Leda St Gabriel
- Joss Ackland : le général Gerhard Hellstein
- Patricia Hodge : Lady Evelyn
- David Warner : l'amiral Godfrey
- Colin Welland : l'éditeur chez Reuters
- Fiona Fullerton : Lady Caroline
- Richard Johnson : le général Halmsden
- Julian Firth (en) : Quincy
- Marsha Fitzalan : Miss Delaney
- Arkie Whiteley : Gallina
- Tara MacGowran : Daphne
- Ingrid Held : le comtesse de Turbinville
- Geoffrey Chater : l'avocat
- Edita Brychta : Maya
- Christopher Benjamin : McKinnon
- Nina Marc : Anna Skolowmoska
- Cathy Underwood : Christie
- Clive Mantle : le sergent Ellis
- Victor Baring : le juge Ulrich
- Julia Verdin : Colette
- Robert Longden : le professeur Whitman
- Bill Wallis : le professeur Phipps
- Sarah Harper : Mlle. Carole
- Nicholas Frankau : Arthur
- David Quilter : Chute
- Richard Clifford : Roberts
- Raymond Llewellyn : Hodge